# Рустициана
Рустициана (на латински: Rusticiana) е знатна римлянка от 4/5 век.

## Биография
Дъщеря е на Орфит. През 371 г. се омъжва за прочутия оратор Квинт Аврелий Симах, който произлиза от една от най-богатите и от две генерации прочута западноримска сенаторска фамилия Аврелии-Симахи и е приятел на Вирий Никомах Флавиан (консул на Запада 394 г.).
Съпругът ѝ e през 373 г. управител на провинция Африка, градски префект на Рим през 384 и 385 г. и консул през 391 г. Двамата имат дъщеря Гала и син Квинт Фабий Мемий Симах (претор през 401 г.). През 393 г. дъщеря ѝ се омъжва за Никомах Флавиан Младши. За сватбата се произвеждат Диптих (таблички) „Nicomachorum-Symmachorum“. През 401 г. синът ѝ се жени за внучка на Вирий Никомах Флавиан.
Рустициана е баба на видния сенатор Апий Никомах Декстер и на Квинт Аврелий Симах (консул 446 г.). Прабаба е на философа и историка Квинт Аврелий Мемий Симах (консул 485 г.), който пише през 520 г. книгите Historia Romana и дъщеря му Рустициана се омъжва за философа Боеций.
Фамилията Симахи е имала три градски къщи в Рим и една в Капуа, също така 15 извънградски вили в Италия, от които три в Рим.